# 生活歯髄切断法
生活歯髄切断法（せいかつしずいせつだんほう、vital pulpotomy）とは歯髄除去療法の一つ。歯髄の疾患が歯冠部の歯髄に限局している場合に、根管口部までの歯髄を除去し、歯根部の歯髄を存続させる方法。生活断髄法（せいかつだんずいほう）とも呼ばれる。根未完成歯においては、歯根部歯髄が生きているので、歯根の形成が続く。

## 適応
1. 歯髄充血や、急性単純性一部性歯髄炎で、鎮痛消炎療法等の保存療法で治癒しなかった場合
2. 慢性潰瘍性歯髄炎や、慢性増殖性歯髄炎で、炎症が歯冠部に限局している場合
3. 歯根未完成歯で、歯冠部に限局しているもの。
4. 歯の破折等で露髄し、露髄部が直接覆髄法で対応不能な大きさのもの。

等が生活歯髄切断法の適応である。

## 禁忌
1. 急性化膿性一部性歯髄炎
2. 歯根部歯髄に炎症などが及んでいる場合

## 問題点
1. 歯髄内の疾患の状態を確実に把握することは不可能であるため、歯冠部に限局しているか否かの正確な判断は困難である。
2. デンティンブリッジを形成するため、将来的な根管治療が困難になる。